# ミスト (映画)
『ミスト』（The Mist）は、スティーヴン・キングの1980年の中編小説『霧』を原作とした、2007年のアメリカ合衆国のSFホラー映画である。監督・脚本はフランク・ダラボンであり、過去にキング原作の『ショーシャンクの空に』、『グリーンマイル』も手がけている。
深い霧に包まれた街で巻き起こる怪異と徐々に秩序を失う人々が描かれる。

## 物語
激しい嵐が町を襲った翌朝、湖のほとりに住むデヴィッド・ドレイトンとその妻のステファニーは自宅の窓やボート小屋が壊れているのを見つける。デヴィッドは買い出しのため、8歳の息子のビリーと隣人のブレント・ノートンと共に車で地元のスーパーマーケットへ向かった。店は客たちで賑わっていたが冷蔵庫以外は停電していた。デヴィッドたちが買い物をしていると、店外ではパトカーや救急車が走り回りサイレンが鳴り始めた。その直後、鼻血を流したダン・ミラーが店内へ逃げ込み「霧の中に何かがいる」と叫ぶ。店内の一同が戸惑うなか店外の辺り一面は白い霧に包まれていく。不安に駆られた客たちは店内へ閉じこもった。
狂信者のミセス・カーモディは「これはハルマゲドンの始まりだ」と考える。自宅に2人の子供を残してきた女性は誰か一緒に付いて来てくれるように懇願したが、皆に拒否されたために「全員地獄に落ちればいい」と言い残して1人で霧の中へと出ていった。そんな中、デヴィッドとビリーは教師のアマンダ・ダンフリーと仲良くなる。デヴィッドはメカニックのマイロン、ジム、ノーム、そして副店長のオリー・ウィークスと共に倉庫を調べ店外の排気口の様子を見るためにシャッターを開けるが、そこから謎の触手が侵入してきてノームが連れ去られてしまう。デヴィッドたちは店外に謎の生物がいることを皆に伝えたが、ノートンをはじめとする懐疑的な者たちは救助を要請するために脱出することを主張する。そこでデヴィッドは彼らがどこまで行けるのかを調べるため、外出する彼らのうちの1人の男にロープを結びつけた。ノートンたちが霧の中に消えロープは少しずつ伸びていくが、突然ロープがとても強い力で引っ張られる。ロープを引っ張っていた力が急になくなりたぐり寄せると、男の下半身だけが帰還した。
夜になると、店内の光に惹き寄せられて巨大な羽虫や翼竜のような怪物が窓を破り店内に侵入し、デヴィッドたちは辛くもこれを撃退するが店内で犠牲者が出てしまう。その混乱を受けミセス・カーモディの狂信的発言を信じる者が現れ始めるなか、デヴィッドたちは負傷者を助けるため隣の薬局へ医療物資を取りに行った。薬局内は蜘蛛の糸に覆われており、デヴィッドたちは柱にくくりつけられたMPを発見する。謝り続けるMPの体から無数に出てくる蜘蛛のような生物の襲撃を受けたデヴィッドたちは、犠牲者を出しつつも店へと逃げ戻る。
店に戻ると、3人の兵士のうち2人が自殺していた。残り1人のジェサップ二等兵は「軍が異次元を観察する『アローヘッド計画』を実行している」という噂について問い詰められたうえ、そのことをミセス・カーモディの信者となったジムに聞かれてしまう。ミセス・カーモディは「ジェサップに責任がある」と演説し、彼は店内の人々にナイフで何度も刺されたうえ生贄として店外に放り出され、何者かに霧の中へと攫われる。
ミセス・カーモディとその信者たちを恐れたデヴィッドと一部の生存者たちは、物資をかき集めて店外への脱出を計画する。夜が明けてデヴィッドたちは動き出すが、彼らの前に立ちはだかったミセス・カーモディは「ビリーを生贄に差し出せ」と要求する。信者の男たちとの戦いのなかオリーがミセス・カーモディを射殺し店内の脱出に成功する。店から車へ向かう最中、オリー、マイロン、コーネルが怪物の餌食となりバド・ブラウンは間に合わず慌てて店内に引き返した。結局、デヴィッドの車に乗り込めたのは彼とアマンダ、ビリー、ダン、アイリーンの計5名であった。信者たちが静観する中デヴィッドの車は走り去っていく。
霧の中、デヴィッドは自宅へ辿り着くが妻は屋外で糸に巻かれて死んでいた。悲しみをこらえ南に向かったデヴィッドたちは生存者に遭うことも無く、崩壊した街の風景や何百フィートもある巨大な怪物を目撃する。そして、ついにデヴィッドの車はガス欠となり、彼ら4人の大人は眠ってしまったビリーの横で生還を断念する。オリーが怪物に喰われる際に落とした銃をデヴィッドは持っていたが、それには弾丸が4発しか残っていなかったため、彼は「自分は何とかする」と述べてビリーら4人を射殺した。
半狂乱となったデヴィッドは車を飛び出し「自分を殺せ」と叫ぶ。だがその直後、霧の中から現れたのは自走砲や火炎放射器で怪物たちを焼き殺す兵隊たち、そして霧が発生してすぐに店を出ていった女性と彼女の2人の子供を含む生存者らを載せたトラックだった。判断を間違え、無駄に仲間の命を散らしてしまったデヴィッドは霧が晴れていくなか後悔の念にかられて絶叫し続けた。

## キャスト
記載は「役名、俳優（日本語吹替）」。
デヴィッド・ドレイトン
演 - トーマス・ジェーン（堀内賢雄）
主人公の画家。息子ビリーとスーパーマーケットに買い物に行った際に怪物たちの襲撃に巻き込まれてしまう。
アマンダ・ダンフリー
演 - ローリー・ホールデン（日野由利加）
最近町に越してきた新任の女教師。ドレイトン家とも顔馴染みでビリーの面倒を見てくれている。婚約者から自衛用に拳銃を渡されているが弾は込めていない。
ビリー・ドレイトン
演 - ネイサン・ギャンブル（佐藤利奈）
デヴィッドの息子。8歳。
オリー・ウィークス
演 - トビー・ジョーンズ（茶風林）
スーパーマーケットの副店長。特技は射撃。デヴィッドの話をよく理解してくれる。
ミセス・カーモディ
演 - マーシャ・ゲイ・ハーデン（宮寺智子）
狂信的なキリスト教信者の中年女性。極端な言動ゆえ、当初は客たちから避けられていたが、状況の混乱に相応して徐々に信者を増やしていく。
ジム・グロンディン
演 - ウィリアム・サドラー（辻親八）
機械工の作業員。ミセス・カーモディの信者になっていく。
ブレント・ノートン
演 - アンドレ・ブラウアー（古澤徹）
ドレイトン家の隣に住む著名な弁護士。妻帯者。過去にデヴィッドと境界線についてのトラブルを起こした。 デヴィッドたちが外にいる謎の生物の話をするも一向に信じようとしない。何人か仲間を連れて外へ助けを呼びに出て行ってしまう。
ダン・ミラー
演 - ジェフリー・デマン（佐々木敏）
序盤に霧の中にいる何かに襲われ、鼻血を出しながらスーパーに逃げてきた年配の男性。多くの人間がミセス・カーモディに洗脳される中、デヴィッド側に同調した考えを持つ。
アイリーン・レプラー
演 - フランシス・スターンハーゲン（羽鳥靖子）
ビリーが通う小学校で教師をしている白髪の老女。同じくデヴィッドらに同調。
バド・ブラウン
演 - ロバート・トレヴァイラー（小室正幸）
スーパーマーケットの店長。デヴィッドから怪物の話を聞いた時は嘲笑っていたが、切り落とした触手の先を見て事態を把握。
サリー
演 - アレクサ・ダヴァロス（うえだ星子）
スーパーの若い女店員。ジェサップとは恋仲。
ウェイン・ジェサップ
演 - サム・ウィットワー
休暇中の軍人。階級は二等兵。サリーとは恋仲。
アンブローズ・コーネル
演 - バック・テイラー
髭が特徴的な老男。
マイロン
演 - デヴィッド・ジェンセン（ふくまつ進紗）
機械工の作業員でジムの同僚。デヴィッドたちとシャッターを確認しに行った一人。
ノーム
演 - クリス・オーウェン（中野光貴）
スーパーの若い店員。デヴィッドの言葉を聞かずに、外の機械を調べにシャッターを開けてしまい、生物の触手に捕まり霧の中に引きずり込まれる。
MP
演 - アミン・ジョセフ（魚建）
軍の憲兵。
バイカー
演 - ブライアン・リビー
バンダナを巻いた初老男性。ノートンが外へ出るタイミングでアンブローズの車に置いてある銃を取りに出て行く。
家に子供を残してきた女性
演 - メリッサ・マクブライド
店が霧に覆われた直後、二人の子供が待つ自宅まで車で送ってくれる人を探すが誰も呼応せず、皆が止めるなか一人で店を出て行く。
ハティ
演 - スーザン・ワトキンス（新田万紀子）
レプラーの友人でビリーの世話をしてくれる短髪の初老女性。
ステファニー・ドレイトン
演 - ケリー・コリンズ・リンツ（加納千秋）
デヴィッドの妻でビリーの母。家で留守番をしている。しかし、そこまできていた生物により殺害される。

## 製作

### 企画
監督のフランク・ダラボンはカービー・マッコーリー編のホラー小説アンソロジー『闇の展覧会』（1980年）に収録されているスティーヴン・キングの中編小説『霧』を初めて読んだ際、これの映画化で監督デビューをしようと考えていた。結局ダラボンは同じくキングの中編『刑務所のリタ・ヘイワース』（1982年）を原作とした『ショーシャンクの空に』でデビューした。
1994年10月、『ショーシャンクの空に』が完成した後、ダラボンは改めて『霧』の映画化に興味を示した。だがその後企画が進まず、ダラボンは1999年にキング原作の『グリーンマイル』を映画化した。
結局ダラボンは『ミスト』のためにパラマウント映画とファーストルック契約を交わし、キングから映画化権を委託された。2004年12月までにダラボンは『ミスト』の脚本執筆作を開始したと述べ、2006年10月までにプロジェクトはパラマウントからディメンション・フィルムズに移り、ダラボンは監督となり、またトーマス・ジェーンへ出演交渉がされた。

### 脚本執筆
ダラボンは「とてもダイレクトで、マッスラーな映画を作りたかった」ために、『ショーシャンクの空に』、『グリーンマイル』のような「ストレートなドラマ」の後に『ミスト』を選んだ。ダラボンは映画化の際に新しい結末を考案した。原作者のキングはダラボンの新しい結末を賞賛し、「この結末は衝撃。恐ろしい。だがホラー映画を見に行く人々は必ずしもポリアンナ・エンディング（いわゆるハッピー・エンド）を望んでいるわけではない」と述べた。
原作小説ではデヴィッドはアマンダと性的関係を持つ展開があるが、ダラボンは不倫要素を映画に盛り込もうとは思わなかった。デヴィッドを演じたトーマス・ジェーンは、自分と息子、そしてアマンダで一種の家族が形成されていると説明した。またアマンダ役のローリー・ホールデンは、ハリケーン・カトリーナの際のルイジアナ・スーパードームの避難経験を引き合いに出した。

### キャスティングと撮影
2006年12月、ジェーンはスタジオとの出演交渉を完了させた。2007年1月、アンドレ・ブラウアーとローリー・ホールデンがキャストに加わった。
撮影は翌2月にルイジアナ州のステージワークスとシュリーブポートの映画製作施設で始まった。同月末にマーシャ・ゲイ・ハーデンとトビー・ジョーンズがキャストに加わった。
ダラボンの前作『ショーシャンクの空に』、『グリーンマイル』に出演したウィリアム・サドラー、ジェフリー・デマン、ブライアン・リビーが端役として出演した。またサイドラーは1986年のオーディオブック版でデヴィッド・ドレイトンを演じた。
オープニングは、主人公のデヴィッド・ドレイトンがスティーヴン・キングの長編小説シリーズ『ダーク・タワー』のポスターを描く場面であった。

### 特殊効果
ダラボンは映画に登場する生物のデザインに協力してもらう為、ジョルジュ・シェル とバーニー・ライトソンを雇った。
グレゴリー・ニコテロは生物のデザインとメイクアップ、エヴェレット・ブレルは視覚効果スーパーバイザーを務めた。ニコテロは1980年代にダラボンが映画化を構想していた際にデザイン案をスケッチしていた。映画化が決定した際、ニコテロ、ブレル、ダラボンはカフェSFのミーティングで生物のデザインについて話した。視覚効果スタジオは、ダラボンがギレルモ・デル・トロに『パンズ・ラビリンス』の視覚効果を作成したスタジオを聞いて勧められたために選ばれた。登場する生物たちは小説にも書かれているものがあるが、ダラボンは新しいものも作り上げようとした。
映画史とジャンル史に熟達していたニコテロは、類似したデザインを避けるという過去の生物デザインを見返した。デザインが完成したとき、ニコテロとブレルはキャストたちに人形とそれらの目と口の機能を見せて教えた。人形は撮影中のモーションキャプチャ・ドットとして使われた。

## 公開
2007年10月18日にショウイースト映画祭でプレミア上映され、フランク・ダラボンには本作と『ショーシャンクの空に』、『グリーンマイル』の功績と合わせてコダック賞が贈られた。
日本ではブロードメディア・スタジオの配給で公開された。日本語字幕は松浦美奈が担当した。
アメリカ合衆国とカナダでは2007年11月21日に封切られ、累計2559万3755ドル、全世界では5728万9103ドルを売り上げている。

## 評価
- Rotten Tomatoesでは141件のレビューで支持率は73%となっている[17]。
- Metacriticでの加重平均値は29件のレビュで58/100となっている[18]。
- 映画館大賞「映画館スタッフが選ぶ、2008年に最もスクリーンで輝いた映画」第48位。
- 2013年にイギリスの『トータルフィルム（英語版）』誌に掲載された「原作を超えた映画ベスト50」では、本作が第一位を獲得している[19]。
- 2016年にアメリカのWebサイト『Taste of Cinema』が公開した「心がつぶれそうになる傑作映画20本（20 Great Soul-Crushing Films That Are Worth Your Time）」では11位を獲得している[20]。
- 2021年2月16日にテレビ東京の午後のロードショー枠でお昼過ぎからテレビ放送されたが、「トラウマ映画」「鬱映画」としても名高い本作を昼のうちから放送したことでSNSの話題となった[21]。